# X-League
X-League – japońska liga futbolu amerykańskiego. Liga powstała w roku 1971, jako Japan American Football League i zmieniła nazwę na obecną w 1997 roku. Występuje w niej 54 drużyn w czterech klasach rozgrywkowych (X1 Super, X1 Area, X2, and X3). W lidze występują drużyny zakładowe w których grają tylko pracownicy firmy oraz kluby sportowe.

## Drużyny X1 Super 2023
| - Panasonic Impulse - Obic Seagulls - Asahi Soft Drink Challengers - Nojima Sagamihara Rise - Tokyo Gas Creators - Dentsu Caterpillars |  | - Fujitsu Frontiers - IBM BigBlue - Elecom Kobe Finies - Asahi Beer Silver Star - Otonari Fukuoka Suns - Tainai Deers |  |  |

## Rice Bowl
Od 1987 roku, o zwycięstwie w lidze decydował Tokyo Super Bowl, w 2002 roku nazwę finału zmieniono na Japan X Bowl. Średnia widzów podczas finału wynosi 20.000. Od sezonu 2022 meczem finałowym jest Rice Bowl.
| Rok  | Miejscowość | Zdobywca                          | Wicemistrz                        | Wynik |
| ---- | ----------- | --------------------------------- | --------------------------------- | ----- |
| 1987 | Jokohama    | Renoun Rovers                     | Silver Star                       | 31-28 |
| 1988 | Tokio       | Renoun Rovers                     | Matsushita Electric Works Impulse | 28-20 |
| 1989 | Tokio       | Asahi Beer Silver Star            | NEC Falcons                       | 14-9  |
| 1990 | Tokio       | Matsushita Electric Works Impulse | Onward Oaks                       | 14-6  |
| 1991 | Tokio       | Onward Oaks                       | Sunstar Finies                    | 49-10 |
| 1992 | Tokio       | Asahi Beer Silver Star            | Matsushita Electric Works Impulse | 21-7  |
| 1993 | Tokio       | Asahi Beer Silver Star            | Sunstar Finies                    | 13-0  |
| 1994 | Tokio       | Matsushita Electric Works Impulse | Onward Oaks                       | 48-28 |
| 1995 | Tokio       | Matsushita Electric Works Impulse | Recruit Seagulls                  | 54-20 |
| 1996 | Tokio       | Recruit Seagulls                  | Onward Oaks                       | 30-10 |
| 1997 | Tokio       | Kajima Deers                      | Matsushita Electric Works Impulse | 48-12 |
| 1998 | Tokio       | Recruit Seagulls                  | Asahi Beer Silver Star            | 45-24 |
| 1999 | Tokio       | Asahi Beer Silver Star            | Kajima Deers                      | 18-16 |
| 2000 | Tokio       | Asahi Soft Drinks Challengers     | Matsushita Electric Works Impulse | 20-18 |
| 2001 | Tokio       | Asahi Soft Drinks Challengers     | Matsushita Electric Works Impulse | 14-7  |
| 2002 | Tokio       | Seagulls                          | Fujitsu Frontiers                 | 14-7  |
| 2003 | Tokio       | Onward Skylarks                   | Asahi Beer Silver Star            | 13-10 |
| 2004 | Kobe        | Matsushita Electric Works Impulse | Asahi Beer Silver Star            | 15-6  |
| 2005 | Tokio       | Obic Seagulls                     | Matsushita Electric Works Impulse | 25-16 |
| 2006 | Osaka       | Onward Skylarks                   | Kajima Deers                      | 24-21 |
| 2007 | Tokio       | Matsushita Electric Works Impulse | Fujitsu Frontiers                 | 33-13 |
| 2008 | Osaka       | Panasonic Electric Works Impulse  | Kajima Deers                      | 28-14 |
| 2009 | Tokio       | Kajima Deers                      | Fujitsu Frontiers                 | 21-14 |
| 2010 | Tokio       | Obic Seagulls                     | Panasonic Electric Works Impulse  | 20-16 |
| 2011 | Tokio       | Obic Seagulls                     | Fujitsu Frontiers                 | 24-17 |
| 2012 | Tokio       | Obic Seagulls                     | Kajima Deers                      | 27-24 |
| 2013 | Tokio       | Obic Seagulls                     | Fujitsu Frontiers                 | 24-16 |
| 2014 | Tokio       | Fujitsu Frontiers                 | IBM Big Blue                      | 44-10 |
| 2015 | Tokio       | Panasonic Impulse                 | Fujitsu Frontiers                 | 24-21 |
| 2016 | Tokio       | Fujitsu Frontiers                 | Obic Seagulls                     | 16-3  |
| 2017 | Tokio       | Fujitsu Frontiers                 | IBM BigBlue                       | 63-23 |
| 2018 | Tokio       | Fujitsu Frontiers                 | IBM BigBlue                       | 35-18 |
| 2019 | Tokio       | Fujitsu Frontiers                 | Panasonic Impulse                 | 28-26 |
| 2020 | Tokio       | Obic Seagulls                     | Fujitsu Frontiers                 | 13-7  |
| 2021 | *           |                                   |                                   |       |
| 2022 | Tokio       | Fujitsu Frontiers                 | Panasonic Impulse                 | 24-18 |
| 2023 | Tokio       | Fujitsu Frontiers                 | Panasonic Impulse                 | 29-21 |

* Sezonu 2021 nie rozegrano z powodu epidemii koronawirusa.